# MoMA PS1

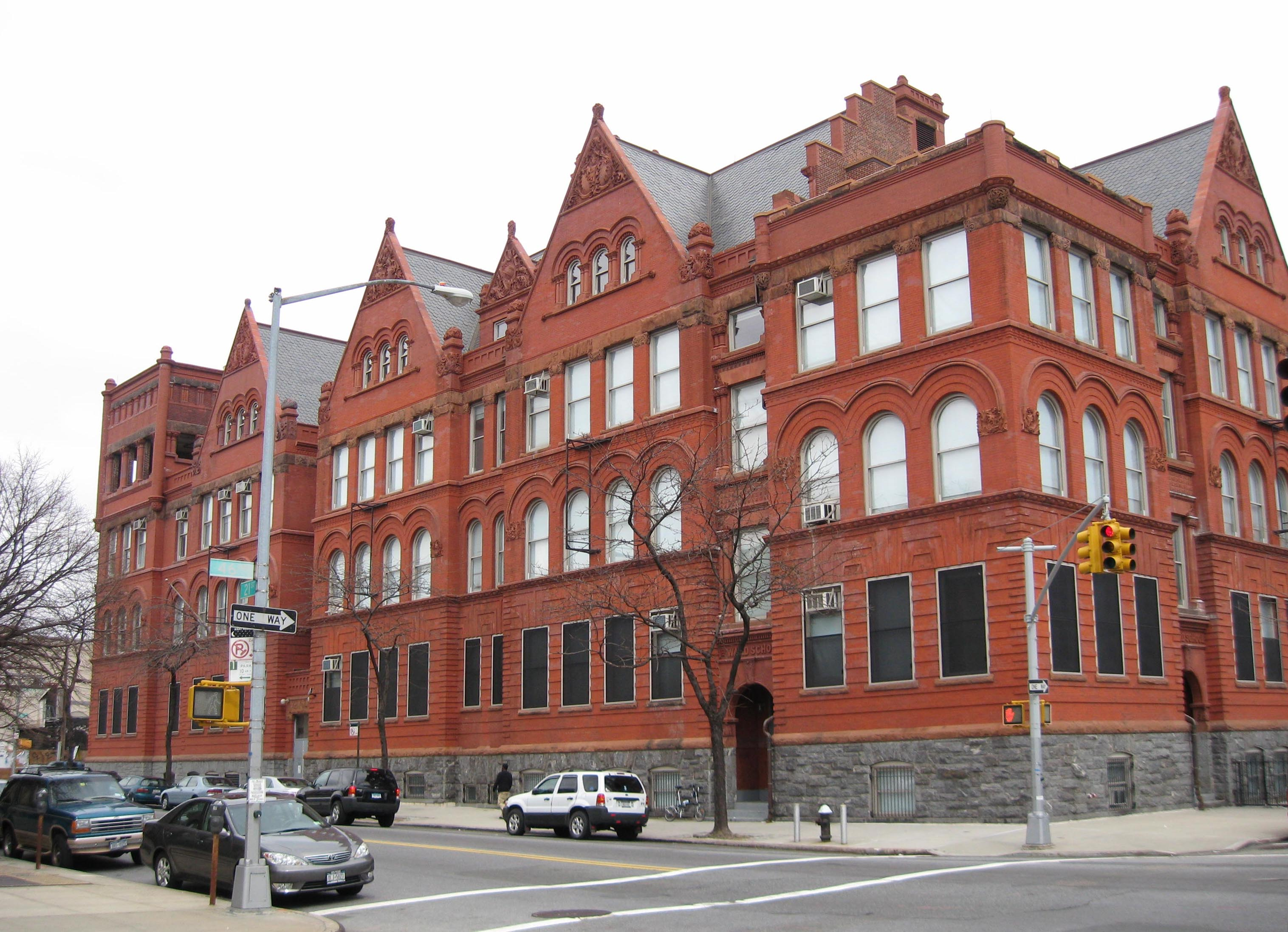
MoMA PS1

MoMA PS1 of ook wel P.S. 1 Contemporary Art Center is een aan het Museum of Modern Art (MoMA) gelieerde atelier- en expositieruimte voor hedendaagse kunst in de wijk Long Island City (Queens) van New York.
Het centrum werd in 1976 gesticht als P.S. 1 in een voormalig schoolgebouw aan de 21st Street/46th Avenue door het Institute of Art and Urban Resources met als doelstelling het inrichten van ateliers en tentoonstellingsruimtes in leegstaande en onbenutte panden.
Sinds 2000 werkt het centrum samen met het MoMA.

## Semipermanente installaties
MoMA PS1 heeft geen permanente collectie, maar beschikt wel over een aantal, in langdurige bruikleen gegeven, installaties:
- Richard Artschwager: Blips (1976)
- Richard Artschwager: Exit-Don’t fight City Hall (1976)
- Melanie Bonajo: Girls Against God Magazine (2014)
- Ernesto Caivano: In the Woods (2004)
- William Kentridge: Stair Procession (2000)
- Matt Mullican: Untitled (1997)
- Pipilotti Rist: Selbstlos im Lavabad (Selfless in the Bath of Lava)' (1994)
- Alan Saret: Brick Wall and Sun (1976)
- Keith Sonnier: Tunnel of Tears (1997)
- James Turrell: Meeting (1986)
- Lawrence Weiner: A bit of matter and a little bit more (1976)

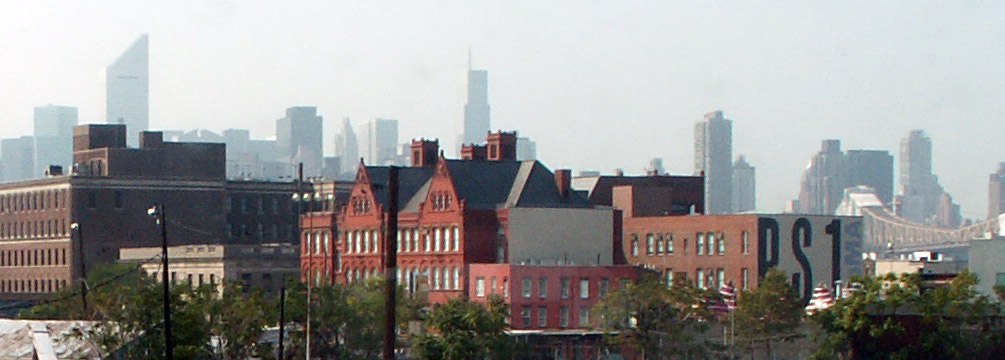
MoMA PS1 en de skyline van New York